# Paul Paetzel
Paul Paetzel (* 1984 in Berlin) ist ein deutscher Comiczeichner und Illustrator.

## Biographie
Paul Paetzel studierte Illustration an der Universität der Künste Berlin bei  Henning Wagenbreth. Gemeinsam mit seinen Kommilitonen Ana Albero und Till Hafenbrak gründete er im Jahr 2008 das Künstlerkollektiv Édition Biografiktion. In der Reihe Biografiktion veröffentlichten sie mehrere Zines und Bücher im Selbstverlag. Die Comics von Paetzel erschienen außerdem in  Anthologien und Magazinen wie Strapazin, Orang, Nobrow und kuš!. Seine Arbeiten setzen sich oft aus Superhelden-Motivik, Surrealismus, autobiografischem Inhalt und Siebdrucktechnik zusammen. Seit 2014 leitet er Comic-Workshops für Kinder und Jugendliche.

## Veröffentlichungen (Auswahl)
- Flying Kruses. In Plus Plus – Es war einmal. Comicanthologie, Edition Moderne, Zürich 2009, 192 Seiten, schwarz-weiß, Softcover, ISBN 978-3-03731-045-8.[5]
- Die Geschichte von Rudolf. Edition Biografiktion, Berlin 2010, 64 Seiten, schwarz-weiß und farbig
- Der Zauberer. In Orang 9 – Atlas. Comicanthologie, Reprodukt, Berlin 2011, 112 Seiten, schwarz-weiß und farbig, Softcover, ISBN 978-3-941099-78-4.
- Biografiktion mit Ana Albero und Till Hafenbrak. Nobrow Press, London 2013, 128 Seiten, schwarz-weiß und farbig, Softcover, ISBN  978-1907704529.
- Arminius. In Orang X – Heavy Metal. Comicanthologie, Reprodukt, Berlin 2013, 172 Seiten, schwarz-weiß und farbig, Softcover, ISBN 978-3-943143-48-5.
- Das Abonnement. In Strapazin #125, München 2016.[6]
- GAIA7 mit Marc Hennes. Colorama, Berlin 2018, 88 Seiten, zweifarbiger Risodruck, Softcover.[7]